# Pièce de 1 dollar canadien
Pour les articles homonymes, voir Dollar (homonymie).
Au Canada, un dollar, aussi appelé piastre ou piasse au Québec et au Nouveau-Brunswick (déformation de piastre) ou encore le huard (en raison de l'oiseau qui y est représenté, loonie en anglais), est une pièce de monnaie qui représente un dollar canadien. Elle est en circulation depuis le 30 juin 1987, en remplacement du Dollar voyageur
La pièce de monnaie est un hendécagone (11 côtés) avec un diamètre de 26.5 mm. Lorsqu'elle fut introduite, la pièce était faite de bronze électroplaqué sur du nickel. Depuis 2012, le bronze est plaqué sur du fer pour réduire les coûts de production, et le poids de la pièce est passé de 7 grammes à 6.27 grammes. De ce fait, beaucoup de machines distributrices n'acceptent pas ce nouveau dollar.

## Lancement
Le premier dessin du Huard devait être un voyageur, mais les étampes maîtresses furent perdues ou volées, alors un huard fut utilisé pour substituer le voyageur.